# Drago Pašalić
Drago Pašalić (Spalato, 23 giugno 1984) è un ex cestista croato.

## Carriera
Con la Croazia ha disputato i Giochi del Mediterraneo di Pescara 2009.

## Palmarès
- Campionato croato: 1

Spalato: 2002-03
- Coppa di Croazia: 1

Spalato: 2004
- Campionato olandese: 2

Donar Groningen: 2016-17, 2017-18
- Coppa d'Olanda: 2

Donar Groningen: 2017, 2018
- Supercoppa d'Olanda: 1

Donar Groningen: 2018